# Planeta X
Planeta X sau Nibiru este o planetă ipotetică, mare și cu o orbită după cea a lui Neptun. X-ul care face parte din nume reprezintă necunoscutul. Deși Pluto a fost descoperită ca urmare a căutării planetei X, aceasta nu este considerată a fi planeta X. De asemenea, nici Eris, chiar dacă la un moment dat a fost luată în considerație opțiunea pentru clasificarea acesteia ca o planetă, împreună cu Charon și Ceres.
La sfârșitul secolului al XIX-lea, mulți astronomi au făcut speculații despre existența unei planete dincolo de Neptun. Descoperirea planetei Neptun a rezultat ca urmare a unor calcule ale matematicienilor John Couch Adams și Urbain Le Verrier, pentru a explica discrepanțele între orbitele calculate și cele observate ale planetelor Uranus, Saturn și Jupiter. După descoperirea planetei Neptun, au rămas totuși niște mici discrepanțe ale acestor orbite, precum și a orbitei planetei Neptun, care au generat ideea existenței planetei X, numită astfel de Percival Lowell.
Sondele spațiale Pioneer 10, Pioneer 11, Voyager 1 și Voyager 2 au demonstrat inexistența planetei X, așa cum a fost prevăzută de Lowell. În primul rând, acestea au determinat mult mai precis masa planetelor pe lângă care au trecut, iar, conform acestor mase, discrepanțele în orbitele planetelor au dispărut. În al doilea rând, traiectoriile sondelor spațiale nu au pus în evidență nici un fel de influență care ar putea fi atribuită forței gravitaționale a unui alt obiect mare nedescoperit din sistemul solar.
Descoperirea obiectului transneptunian 2012 VP113, caracteristicile orbitei sale și ale altor câteva corpuri cerești de la marginea Centurii Kuiper au readus în discuție posibilitatea existenței unei planete încă nedescoperite, chiar de 10 ori mai mare decât Pământul.
În studiul „Extreme trans-Neptunian objects and the Kozai mechanism: signaling the presence of trans-Plutonian planets?”, astronomii spanioli Carlos și Raul de la Fuente Marcos de la Universitatea Complutense din Madrid susțin că ar putea exista cel puțin două planete dincolo de Pluto. Una dintre ele ar putea avea o masă între cea a planetelor Marte și Saturn și orbitează la 200 UA, iar cea de-a doua ar putea fi de 10 ori mai mare decât Terra și aflată la o distanță de 250 UA.